# Eusphalerum sibiricum
Eusphalerum sibiricum — вид жесткокрылых семейства стафилинид.

## Распространение
Распространён в восточной части Палеарктики.